# Europäische Ökologische Föderation
Die Europäische Ökologische Vereinigung (englisch European Ecological Federation, kurz EEF) ist der Dachverband der ökologischen Fachgesellschaften in Europa.  

## Aufgaben
Die EEF hat zum Ziel ein Forum für die ökologische Wissenschaft in Europa zu sein und gleichzeitig die Verbindungsorganisation zu anderen Kontinenten oder internationalen Ökologieorganisationen (z. B. INTERCOL). Dazu will sie vor allem die Kooperation zwischen den nationalen Organisationen erhöhen, weshalb auch nur Organisationen Mitglied sind. Lediglich Einzelpersonen ohne nationaler Gesellschaft können direkt Mitglied werden.

## Wirken
Zur Erhöhung der Kooperation unterstützt die EEF Tagungen und gibt eine eigene Zeitschrift heraus. Zusätzlich ist die EEF beratend tätig für europäische Institutionen. Sie antwortet auf Anfragen der Europäischen Kommission, schlägt Experten und Expertinnen für Beratungskomitees vor, lädt politische Entscheidungsträger zu Konferenzen ein, um den Austausch von Wissenschaft und Politik zu fördern.

### Zeitschrift
Die EEF gibt die Fachzeitschrift Web Ecology seit 2000 heraus (ISSN 1399-1183). Die Zeitschrift veröffentlicht die Artikel auf dem Weg des Diamond-Open-Access. Der Impact Factor (2024) beträgt 1,5 und die Zeitschrift belegt Platz 125 von 469 Ökologiezeitschriften.

### Ernst-Häckel-Preis
Die EEF zeichnet seit 2011 Personen mit dem Ernst-Häckel-Preis aus, die herausragende Beiträge zur europäischen ökologischen Wissenschaft geleistet haben.
| Jahr | Name                    | Land           |
| ---- | ----------------------- | -------------- |
| 2024 | Helena Freitas          | Portugal       |
| 2022 | Jens-Christian Svenning | Dänemark       |
| 2018 | Miguel Araújo           | Portugal       |
| 2017 | Carlos M. Herrera       | Spanien        |
| 2015 | Riccardo Valentini      | Italien        |
| 2013 | Ernst-Detlef Schulze    | Deutschland    |
| 2011 | Georgina Mace           | Großbritannien |

## Mitglieder
Die Vereinigung repräsentiert 17 Fachgesellschaften aus über 20 Ländern mit 8000 Mitgliedern (Stand 2014).
Liste (Stand 2021):
- British Ecological Society (BES), Vereinigtes Königreich
- Czeck Society for Ecology (CSPE), Tschechien
- Ecological Association of Terrestrial Ecology  (AEET), Spanien
- Ecology and Evolutionary Biology Association (ekoevo), Türkei
- Estonian Naturalists’ Society (ELS), Estland
- Gesellschaft für Ökologie (GfÖ), Deutschland, Österreich, Schweiz
- Hellenic Ecological Society (HELECOS), Griechenland
- Hungarian Ecological Society (MÖTE), Ungarn
- Irish Ecological Association (IEA) associated to British Ecological Society, Irland
- Macedonian Ecological Society (MES), Nordmazedonien
- Netherlands-Flemish Ecological Society (NecoV), Niederlande und Flandern
- Nordic Society Oikos (NSO), Nordische Länder
- Polish Ecological Society Petecol, Polen
- Romanian Ecological Society (SRE), Rumänien
- Slovak Ecological Society (SEKOS), Slowakei
- Sociatá Italiana di Ecologia (S.It.E), Italien
- Sociedade Portuguesa de Ecologia (SPECO), Portugal
- Société Française d’Écologie et d’Évolution (sfe²), Frankreich und Belgien
- Society of Biological Sciences in Cyprus (SBSCy), Zypern

## Geschichte
| Name                | Beginn | Ende |
| ------------------- | ------ | ---- |
| Cristina Máguas     |        |      |
| Stefan Klotz        | 2006   |      |
| Pehr Henrik Enckell | 2002   | 2006 |
| John Pantis         | 1999   | 2002 |
| Piet Nienhuis       | 1995   | 1999 |
| Reinhard Bornkamm   | 1993   | 1995 |
| Robert James Berry  | 1990   | 1992 |

| Jahr | Ort       | Land        | Partnerorganisationen |
| ---- | --------- | ----------- | --------------------- |
| 2024 | Lund      | Schweden    | NSO                   |
| 2022 | Metz      | Frankreich  | GfÖ, sfe²             |
| 2019 | Lissabon  | Portugal    | SPECO                 |
| 2017 | Gent      | Belgien     | BES, GfÖ, NecoV       |
| 2015 | Rom       | Italien     | S.It.E                |
| 2011 | Ávila     | Spanien     | AEET, SPECO           |
| 1998 | Groningen | Niederlande |                       |